# Wieder Geil!
Wieder Geil! — четвёртый альбом группы We Butter the Bread with Butter, вышедший 22 мая 2015 года на лейбле AFM Records.

## Список композиций
Слова и музыка всех песен — написаны We Butter the Bread with Butter.
| №                   | Название                      | Длительность |
| ------------------- | ----------------------------- | ------------ |
| 1.                  | «Ich mach was mit Medien»     | 3:05         |
| 2.                  | «Exorzist»                    | 4:04         |
| 3.                  | «Anarchy»                     | 4:01         |
| 4.                  | «Berlin, Berlin!»             | 3:59         |
| 5.                  | «Bang Bang Bang»              | 2:26         |
| 6.                  | «Gib mir Mehr»                | 4:13         |
| 7.                  | «Rockstar»                    | 3:30         |
| 8.                  | «Thug Life»                   | 3:03         |
| 9.                  | «Warum lieben wir nicht Mehr» | 4:06         |
| 10.                 | «Zombiebitch»                 | 3:29         |
| Общая длительность: | Общая длительность:           | 35:56        |

## Создатели альбома

### We Butter the Bread with Butter
- Пауль Барцш — вокал
- Марсель Нойманн — гитара, клавишные, программирование
- Максимильян Сокс — бас-гитара
- Джан Ёзгюнсюр — ударные

### Дополнительные музыканты
- Даниэль Ханисс (Eskimo Callboy) — синтезатор

### Обложка и дизайн
- Пауль Барцш — обложка альбома
- Мартин Ландсманн — фотографии

### Студия
- Karma Recordings

## Позиции в чартах
| Чарт                               | Позиция |
| ---------------------------------- | ------- |
| German Albums (Offizielle Top 100) | 31      |
| US World Albums (Billboard)        | 9       |